# Horehound
Horehound to debiutancki album amerykańskiego zespołu rockowego The Dead Weather. Został wydany 10 lipca w Australii, 13 lipca w Europie i 14 lipca 2009 roku w Ameryce Północnej. Album został nagrany w Third Man Studios podczas trzytygodniowej sesji w styczniu 2009 roku. Pierwszy singiel z albumu, "Hang You from the Heavens", został udostępniony poprzez iTunes 11 marca 2009 roku i na winylu, 18 kwietnia 2009 roku. "Treat Me Like Your Mother" został wydany jako drugi singiel z albumu 25 maja 2009 roku. Album zadebiutował na 6 miejscu listy U.S. Billboard 200 i na 14 miejscu na angielskiej listy przebojów.

## Lista utworów
1. "60 Feet Tall" (Fertita/Mosshart) - 5:33
2. "Hang You from the Heavens" (Fertita/Mosshart) - 3:39
3. "I Cut Like a Buffalo" (White) - 3:28
4. "So Far from Your Weapon" (Mosshart) - 3:40
5. "Treat Me Like Your Mother" (Fertita/Lawrence/Mosshart/White) - 4:10
6. "Rocking Horse" (Mosshart/White) - 2:59
7. "New Pony" (Bob Dylan) - 3:58
8. "Bone House" (Fertita/Lawrence/Mosshart/White) - 3:27
9. "3 Birds" (Fertita/Lawrence/Mosshart/White) - 3:45
10. "No Hassle Night" (Mosshart/White) - 2:56
11. "Will There Be Enough Water?" (Fertita/White) - 6:20

### Dodatkowe utwory
1. "Outside" (tylko jako pre-order w iTunes) - 2:50

## Listy przebojów
| Lista (2009)                   | Najwyższa pozycja |
| ------------------------------ | ----------------- |
| U.S. Billboard 200             | 6                 |
| Nowozelandzkie listy przebojów | 24                |
| Angielskie listy przebojów     | 14                |
| Australijskie listy przebojów  | 50                |

## Twórcy
- Alison Mosshart – śpiew, gitara, perkusja
- Dean Fertita – gitara, organy, pianino, syntezator, gitara basowa, wokal wspierający
- Jack Lawrence – gitara basowa, gitara, perkusja, wokal wspierający
- Jack White – perkusja, śpiew, gitara, produkcja